# Joe Mathis
Joe Mathis (Ontario, 2 aprile 1995) è un giocatore di football americano statunitense che gioca come linebacker per i Fujitsu Frontiers.
Dopo aver giocato per la squadra universitaria degli Washington Huskies ha firmato con i giapponesi Fujitsu Frontiers; ha trascorso la stagione 2020 ai Lixil Deers per poi tornare ai Frontiers.